# Allinges
Allinges é uma comuna francesa na região administrativa de Auvérnia-Ródano-Alpes, no departamento da Alta Saboia. Estende-se por uma área de 15.01 km². Em 2010 a comuna tinha 4 614 habitantes (densidade: 307,4 hab./km²).